# Thijmen Nijhuis
Thijmen Joel Sander Nijhuis (Wierden, 25 luglio 1998) è un calciatore olandese, portiere del Waldhof Mannheim.

## Carriera
Cresciuto nel settore giovanile dell'Utrecht, il 30 gennaio 2015 firma il primo contratto professionistico con il club olandese. Nel corso degli anni successivi viene impiegato quasi esclusivamente con la seconda squadra dei biancorossi; esordisce in prima squadra il 18 ottobre 2020, nella partita di campionato pareggiata per 0-0 contro il Groningen. Il 15 luglio 2021 viene ceduto in prestito al MVV; dopo aver perso il posto da titolare, nel successivo mese di gennaio fa ritorno all'Utrecht. Rimasto svincolato nell'estate del 2023, dopo un periodo trascorso in prova al Vitesse, il 30 gennaio 2024 viene nuovamente tesserato dall'Utrecht.
Il 17 luglio seguente firma un contratto di un anno e mezzo con l'HJK.

## Statistiche

### Presenze e reti nei club
Statistiche aggiornate al 21 luglio 2025.
| Stagione            | Squadra             | Campionato          | Campionato | Campionato | Coppe nazionali | Coppe nazionali | Coppe nazionali | Coppe continentali | Coppe continentali | Coppe continentali | Altre coppe | Altre coppe | Altre coppe | Totale | Totale | Totale |
| Stagione            | Squadra             | Comp                | Pres       | Reti       | Comp            | Pres            | Reti            | Comp               | Pres               | Reti               | Comp        | Pres        | Reti        | Pres   | Reti   |        |
| ------------------- | ------------------- | ------------------- | ---------- | ---------- | --------------- | --------------- | --------------- | ------------------ | ------------------ | ------------------ | ----------- | ----------- | ----------- | ------ | ------ | ------ |
| apr.-giu. 2016      | Utrecht             | E                   | 0          | 0          | CO              | 0               | 0               | -                  | -                  | -                  | -           | -           | -           | 0      | 0      |        |
| 2016-2017           | Utrecht             | E                   | 0          | 0          | CO              | 0               | 0               | -                  | -                  | -                  | -           | -           | -           | 0      | 0      |        |
| 2017-2018           | Utrecht             | E                   | 0          | 0          | CO              | 0               | 0               | UEL                | 0                  | 0                  | -           | -           | -           | 0      | 0      |        |
| 2018-2019           | Utrecht             | E                   | 0          | 0          | CO              | 0               | 0               | -                  | -                  | -                  | -           | -           | -           | 0      | 0      |        |
| 2019-2020           | Utrecht             | E                   | 0          | 0          | CO              | 0               | 0               | UEL                | 0                  | 0                  | -           | -           | -           | 0      | 0      |        |
| 2020-2021           | Utrecht             | E                   | 3          | -5         | CO              | 1               | -2              | -                  | -                  | -                  | -           | -           | -           | 0      | 0      |        |
| 2021-gen. 2022      | MVV                 | ED                  | 12         | -32        | CO              | 0               | 0               | -                  | -                  | -                  | -           | -           | -           | 12     | -32    |        |
| gen.-giu. 2022      | Utrecht             | E                   | 0          | 0          | CO              | -               | -               | -                  | -                  | -                  | -           | -           | -           | 0      | 0      |        |
| 2022-2023           | Utrecht             | E                   | 0          | 0          | CO              | 0               | 0               | -                  | -                  | -                  | -           | -           | -           | 0      | 0      |        |
| gen.-giu. 2024      | Utrecht             | E                   | 0          | 0          | CO              | -               | -               | -                  | -                  | -                  | -           | -           | -           | 0      | 0      |        |
| Totale Utrecht      | Totale Utrecht      | Totale Utrecht      | 3          | -5         |                 | 1               | -2              |                    | 0                  | 0                  |             | -           | -           | 4      | -7     |        |
| 2016-2017           | Jong Utrecht        | ED                  | 16         | -27        | -               | -               | -               | -                  | -                  | -                  | -           | -           | -           | 16     | -27    |        |
| 2017-2018           | Jong Utrecht        | ED                  | 22         | -51        | -               | -               | -               | -                  | -                  | -                  | -           | -           | -           | 22     | -51    |        |
| 2018-2019           | Jong Utrecht        | ED                  | 24         | -54        | -               | -               | -               | -                  | -                  | -                  | -           | -           | -           | 24     | -54    |        |
| 2019-2020           | Jong Utrecht        | ED                  | 2          | -4         | -               | -               | -               | -                  | -                  | -                  | -           | -           | -           | 2      | -4     |        |
| 2020-2021           | Jong Utrecht        | ED                  | 13         | -25        | -               | -               | -               | -                  | -                  | -                  | -           | -           | -           | 13     | -25    |        |
| gen.-giu. 2022      | Jong Utrecht        | ED                  | 10         | -17        | -               | -               | -               | -                  | -                  | -                  | -           | -           | -           | 10     | -17    |        |
| 2022-2023           | Jong Utrecht        | ED                  | 6          | -14        | -               | -               | -               | -                  | -                  | -                  | -           | -           | -           | 6      | -14    |        |
| apr. 2024           | Jong Utrecht        | ED                  | 1          | -2         | -               | -               | -               | -                  | -                  | -                  | -           | -           | -           | 1      | -2     |        |
| Totale Jong Utrecht | Totale Jong Utrecht | Totale Jong Utrecht | 98         | -195       |                 | -               | -               |                    | -                  | -                  |             | -           | -           | 98     | -195   |        |
| lug.-dic. 2024      | HJK                 | VL                  | 5          | -7         | CF+LC           | -               | -               | UCoL               | 10                 | -14                | -           | -           | -           | 15     | -21    |        |
| 2025                | HJK                 | VL                  | 14         | -14        | CF+LC           | 1+2             | 0 + -4          | UCoL               | 2                  | -4                 | -           | -           | -           | 19     | -22    |        |
| Totale HJK          | Totale HJK          | Totale HJK          | 19         | -21        |                 | 3               | -4              |                    | 12                 | -18                |             | -           | -           | 34     | -43    |        |
| Totale carriera     | Totale carriera     | Totale carriera     | 132        | -253       |                 | 4               | -6              |                    | 12                 | -18                |             | -           | -           | 168    | 42     |        |